# Undeniable (2007)
Pour les articles homonymes, voir Undeniable.
Undeniable est un pay-per-view de catch produit par la Ring of Honor (ROH), qui est disponible uniquement en ligne. Ce spectacle s'est déroulé le 6 octobre 2007 (et diffusé en différé le 18 janvier 2008) au Inman Sports Club à Edison, dans l'état du New Jersey.

## Contexte
Les spectacles de la Ring of Honor en paiement à la séance sont constitués de matchs aux résultats prédéterminés par les scénaristes de la ROH. Ces rencontres sont justifiées par des storylines - une rivalité avec un catcheur, la plupart du temps - ou par des qualifications survenues au cours de shows précédant l'évènement. Tous les catcheurs possèdent un gimmick, c'est-à-dire qu'ils incarnent un personnage face (gentil) ou heel (méchant), qui évolue au fil des rencontres. Un pay-per-view comme Undeniable est donc un événement tournant pour les différentes storylines en cours.

## Matchs
| #                                                                | Matchs, | Stipulation                                 | Durée |
| ---------------------------------------------------------------- | --- | ------------------------------------------- | ----- |
| Dark                                                             | Alex Payne & Ernie Osiris battent Rhett Titus & Mitch Franklin                                                                      | Tag team match                              |       |
| 1                                                                | The Age of the Falls (Tyler Black & Jimmy Jacobs) (avec Lacey) battent The Vulture Squad (Jack Evans & Ruckus) (avec Julius Smokes) | Tag team match                              | 5:38  |
| 2                                                                | Daizee Haze bat Sara Del Rey (avec Larry Sweeney, Chris Hero et Bobby Dempsey)                                                      | Match simple                                | 3:52  |
| 3                                                                | Bryan Danielson bat Chris Hero (avec Larry Sweeney)                                                                                 | Match simple                                | 11:08 |
| 4                                                                | The Hangmen Three (Adam Pearce, B.J. Whitmer & Brent Albright) (avec Shane Hadagorn) battent Delirious, Kevin Steen & El Generico   | Six man Tag Team match                      | 11:40 |
| 5                                                                | Austin Aries bat Roderick Strong | Match simple                                | 20:57 |
| 6                                                                | Nigel McGuinness bat Takeshi Morishima (c)                                                                                          | Match simple pour le ROH World Championship | 14:16 |
| 7                                                                | Claudio Castagnoli bat Jigsaw | Match simple                                | 12:22 |
| 8                                                                | No Remorse Corps (Davey Richards & Rocky Romero) battent The Resilience (Erick Stevens & Matt Cross)                                | Tag Team match                              | 17:02 |
| 9                                                                | Necro Butcher bat Jay Briscoe | Anything Goes Match                         |       |
| (c) désigne le(s) champion(s) défendant son titre dans le match. | |                                             |       |